# Spencer Park Dentzel Carousel
Das Spencer Park Dentzel Carousel, auch bekannt als Riverside Park Dentzel Carousel oder Logansport Carousel, ist ein denkmalgeschütztes Karussell in einem Vergnügungspark in Logansport im Cass County, Indiana.
Das Karussell wurde wahrscheinlich zwischen 1900 und 1903, möglicherweise auch früher, gefertigt. Damit ist es eines der ältesten erhaltenen Fahrgeschäfte der Dentzel Carousel Company, die als Wegbereiter dieser Industrie in den Vereinigten Staaten gilt. Das Unternehmen war 1867 von dem aus Bad Kreuznach stammenden Deutschamerikaner Gustav A. Dentzel in Philadelphia gegründet worden und existierte bis 1929. Das Spencer Park Dentzel Carousel besteht aus 42 hölzernen Tiermodellen, die in drei Reihen nebeneinander platziert sind. Dabei handelt es sich um einunddreißig Pferde, drei Ziegen, drei Rentiere, drei Giraffen, einen Löwen und einen Tiger.
Das Karussell wurde von 1903 bis 1905 mobil auf Jahrmärkten eingesetzt, danach blieb es bis 1919 in Fort Wayne. Im Anschluss fand es seine neue Heimat im Spencer Park in Logansport, bis es 1949 im gleichen Ort in den Riverside Park verlegt wurde. Nach dem Tod des letzten Besitzers im Jahr 1969 blieb das Karussell bis 1972 außer Betrieb. In diesem Jahr erwarb eine von Frank Callipo initiierte lokale Privatinitiative das Karussell für 15.000 US-Dollar und übereignete es der Non-Profit-Organisation Cass County Carousel, Inc., die es seitdem durch Kartenverkauf in der Sommersaison in Betrieb hält und Restaurierungsmaßnahmen finanziert.
Am 27. Februar 1987 wurde das Spencer Park Dentzel Carousel zu einer National Historic Landmark erklärt und in das National Register of Historic Places aufgenommen.
Im Jahr 1993 hatte die Cass County Carousel, Inc. genügend Spenden gesammelt, um für 700.000 US-Dollar eine vollständige Restaurierung des Karussells zu finanzieren, die unter anderem die originale Farbgebung der Tiermodelle wiederherstellte. Diese Maßnahmen wurden in Mansfield durchgeführt und dauerten knapp vier Monate. Im Jahr 1995 entstand der McHale Community Complex, der als Gebäude das Karussell umschließt.